# Jacksonville City Nights
Jacksonville City Nights è il settimo album discografico in studio da solista del cantautore statunitense Ryan Adams, pubblicato nel 2005, il secondo accreditato come Ryan Adams and The Cardinals.

## Tracce
Tutti i testi sono di Ryan Adams, la musica è di Adams, J.P. Bowersock, Pemberton, Catherine Popper e Jon Graboff tranne dove indicato.
Testi di Ryan Adams.
1. A Kiss Before I Go – 2:05
2. The End (Adams, Michael Panes) – 3:44
3. Hard Way To Fall – 4:06
4. Dear John (Adams, Norah Jones) – 4:36
5. The Hardest Part – 2:52
6. Games – 2:11
7. Silver Bullets – 2:56
8. Peaceful Valley – 3:42
9. September – 2:30
10. My Heart Is Broken (Adams, Caitlin Cary) – 2:14
11. Trains (Adams, Panes) – 4:08
12. Pa – 3:52
13. Withering Heights – 2:53
14. Don't Fail Me Now – 4:27

Bonus Tracks
1. What Sin Replaces Love (Demo) – 9:27
2. What Sin Replaces Love (Acoustic version) – 3:51
3. Jeane – 2:33
4. Always on My Mind (Johnny Christopher, Mark James, Wayne Carson Thompson) – 4:41
5. I Still Miss Someone (Johnny Cash cover) (Johnny Cash, Roy Cash) – 2:58